# Wii U
Ne doit pas être confondu avec Wii ou Wii Mini.
La Wii U (ウィー ユー, Wī Yū, prononcé en anglais : [wiː juː]) est une console de jeu vidéo commercialisée par Nintendo entre 2012 et 2017, succédant à la Wii. Elle est sortie le 18 novembre 2012 en Amérique du Nord, le 30 novembre 2012 en Europe et le 8 décembre 2012 au Japon. Première console de jeu vidéo de huitième génération à sortir, elle est en concurrence avec la PlayStation 4 et la Xbox One.
La console est annoncée le 7 juin 2011, durant l'E3 2011. La Wii U est la première console de salon à proposer une manette avec un écran tactile intégré, le Wii U GamePad. Les deux principales nouveautés de la console sont apportées par celui-ci. D'une part, le Wii U GamePad permet de continuer une partie, grâce à son écran intégré, même lorsque la télévision n'est pas disponible, mais cette fonctionnalité n'est pas présente avec tous les jeux. D'autre part en complément de manettes Wii, le contrôleur offre en multijoueur une expérience de jeu dite d'« informations asymétriques », c'est-à-dire que les joueurs ne disposent pas nécessairement des mêmes informations sur le GamePad par rapport à une manette et un écran de télévision traditionnels. Enfin, il s'agit de la première console de Nintendo à pouvoir générer des graphismes en haute définition.
Considérée comme un échec commercial, la production de la console s'arrête en janvier 2017, soit seulement cinq ans après sa sortie, pour laisser place à la Nintendo Switch.

## Histoire
La Wii, prédécesseur de la Wii U, était considérée par le public et les médias comme une console destinée aux joueurs occasionnels et non aux « hardcore gamers ». En effet, Shigeru Miyamoto admettait que la Wii avait de nombreux défauts, tels l'absence de la HD ou son service en ligne limité et peu pratique contribuaient à classer ce système dans une catégorie autre que ses concurrentes du moment, la Xbox 360 et la PlayStation 3[réf. nécessaire].
L'un des objectifs du développement de la Wii U était de cibler le public des « hardcore gamers » tout en s'adressant également aux joueurs occasionnels ayant découvert le jeu vidéo avec la Wii. Le concept de l'écran tactile inclus dans la manette était une idée inspirée par le halo bleu du lecteur de la Wii qui s'allumait pour indiquer que le joueur avait reçu de nouveaux messages. Miyamoto et son équipe voulaient inclure un petit écran qui permette d'indiquer au joueur diverses informations sous forme de menus ou d'inventaires, et de donner également la possibilité d'envoyer des messages aux joueurs (dans la même lignée que la VMU pour la Dreamcast de Sega). Plus tard, au cours du développement, l'idée a pris de l'ampleur, au point que l'écran, devenu plus important, peut dupliquer l'image de la télévision dans son intégralité[réf. nécessaire].
Le concept du double écran provient de la GameCube, pouvant être connectée à la Game Boy Advance via un câble spécial. Initialement le projet remonte à l'époque de la Nintendo 64 et avait été présenté lors du salon Nintendo Space World en 1999. Un câble devait permettre de connecter une console Game Boy Color à une Nintendo 64 afin d'échanger des données ou de télécharger des jeux via le 64DD.
Le 25 avril 2011, Nintendo annonce que la future présentation de la console aura lieu au cours du prochain E3 pour une sortie prévue en 2012. Trois mois plus tard, le 7 juin 2011, officialisation et présentation d'un prototype lors de l'E3 2011. À la suite de cette annonce, l'action en bourse de Nintendo a chuté au point d'être au plus bas depuis janvier 2006. En effet, la présentation fut critiquée, beaucoup d'internautes et de journalistes n'ayant pas compris que la Wii U était une nouvelle console et reprochèrent une sensation de flottement dû à une mauvaise communication,,.
Le 26 janvier 2012, Nintendo confirme le lancement de la Wii U pour la fin de l'année 2012 sur les principaux marchés (Japon, Europe, Amérique du Nord et Australie). Cinq jours plus tard, le 31 janvier 2012, Nintendo officialise la mise en place de contenu téléchargeable pour les produits Nintendo, notamment la Nintendo 3DS et la Wii U.
Le 3 juin 2012, Nintendo présente les manettes sous leur forme définitive ainsi que certaines des fonctionnalités de la console (chat, communauté…). Également le 3 juin, Satoru Iwata annonce le Miiverse, un système de communication permettant de participer à des conversations en temps réel, de prendre part à des parties en multijoueur et d'obtenir de l'aide de la part des joueurs du monde entier, aussi bien par le biais d'un système de chat actualisé en permanence, que de messages présents directement à travers le jeu.
Le 13 septembre 2012, Nintendo annonce la date de sortie dans le monde, le prix de la console et des accessoires ainsi que des jeux prévus pour le lancement,. La Wii U est sortie le 18 novembre 2012 en Amérique du Nord, le 30 novembre 2012 en Europe et le 8 décembre 2012 au Japon. En France, un stock initial de 240 000 machines est progressivement déployé entre le jour de lancement et la fin du mois de décembre.

## Matériel

### Console
Le design de la Wii U partage des similarités avec celui de la précédente console de salon produite par Nintendo, la Wii, bien qu'elle soit un peu plus longue et comporte des angles plus arrondis. Une version blanche et une version noire sont au choix : le Basic Pack contient la blanche et le Premium Pack la noire. Comme c'est le cas avec la Wii, la Wii U peut être positionnée à la verticale grâce à deux supports inclus dans le Pack Premium,.
Le lecteur de disque occupant la façade accepte aussi bien les disques optiques Wii U que les disques optiques Wii. C'est-à-dire que la Wii U est rétrocompatible avec les jeux Wii. Cependant, la rétrocompatibilité n'est pas disponible par défaut ; il faut d'abord télécharger une mise à jour du système, disponible depuis le jour du lancement de la console.
Elle est aussi équipée d'une fonctionnalité d'extinction automatique qui éteindra automatiquement la console si elle reste inactive durant un temps défini (automatiquement définis sur une heure, mais qui peut être modifié dans les paramètres), les données non sauvegardées d'un jeu seront perdues si l'extinction automatique intervient. Elle est temporairement désactivée pendant les mises à jour[réf. nécessaire].

### Wii U Gamepad

Le Wii U GamePad.

Le Wii U GamePad est la manette principale de la Wii U. La manette possède un écran tactile résistif 16:9 de 6,2 pouces (15,7 cm) et d'une définition de 854 × 480 qui peut apporter des informations supplémentaires au joueur durant le jeu ou bien reproduire ce qu'il se passe sur la télévision. Cet écran tactile peut s'utiliser avec un stylet. Le Wii U GamePad possède une caméra, un microphone et des haut-parleurs stéréo. De plus, il est capable de détecter les mouvements du joueur (grâce à un gyroscope et un accéléromètre ; comme une télécommande Wii Plus) et peut vibrer. Elle intègre une batterie que l'on peut retirer, recharger, et qui dure de trois à cinq heures. Toutefois, Nintendo a rapidement sorti une nouvelle batterie : Batterie haute capacité Wii U GamePad. Cette batterie offre une autonomie allant jusqu'à huit heures d'utilisation.
La manette possède les boutons suivants : un bouton « Home », un bouton « TV », Start (+), Select (-), deux sticks analogiques cliquables, une croix directionnelle, quatre boutons d'action (A, B, X, Y), quatre boutons de tranche (R, L, ZR, ZL), un bouton « Power »[réf. nécessaire]et un bouton de synchronisation au dos de la console.
Le Wii U GamePad bénéficie d'une sortie audio (jack 3,5 mm) qui permet au joueur de brancher un casque afin d'écouter et parler en même temps. La manette contient un port infrarouge qui permet au joueur de se servir de la manette comme d'une télécommande TV, permettant de contrôler sa télévision en cours de jeu. Un logiciel de « télécommande universelle » est également présent dans le menu de la Wii U et permet à l'utilisateur de programmer les fonctions de son téléviseur. Ce port infrarouge servira également à communiquer avec d'autres accessoires à venir. La manette se recharge à l'aide d'un câble propriétaire et d'une station de recharge dédiée[réf. nécessaire].
Le Wii U GamePad contient la technologie de communication en champ proche (également appelée NFC) qui peut être utilisée, entre autres, pour des micro-paiements sécurisés ou pour des interactions avec des cartes ou des accessoires équipés de puce dédiées. Le Wii U GamePad propose également un gameplay asymétrique en multijoueur, c'est-à-dire que le joueur utilisant le Wii U GamePad aura une expérience de jeu différente de ceux utilisant la télécommande Wii ou le Wii U Pro Controller. Enfin, avec la fonction Off-TV Play, le joueur peut jouer une partie sans télévision, la manette se comportant comme une console portable[réf. nécessaire].
La possibilité d'utiliser deux Wii U GamePad sur une même console était prévue, même si aucun jeu n'est compatible avec les deux manettes. Afin d'avoir une utilisation optimale, la distance entre le Wii U GamePad et la console est de huit mètres.

### Manette Wii U Pro

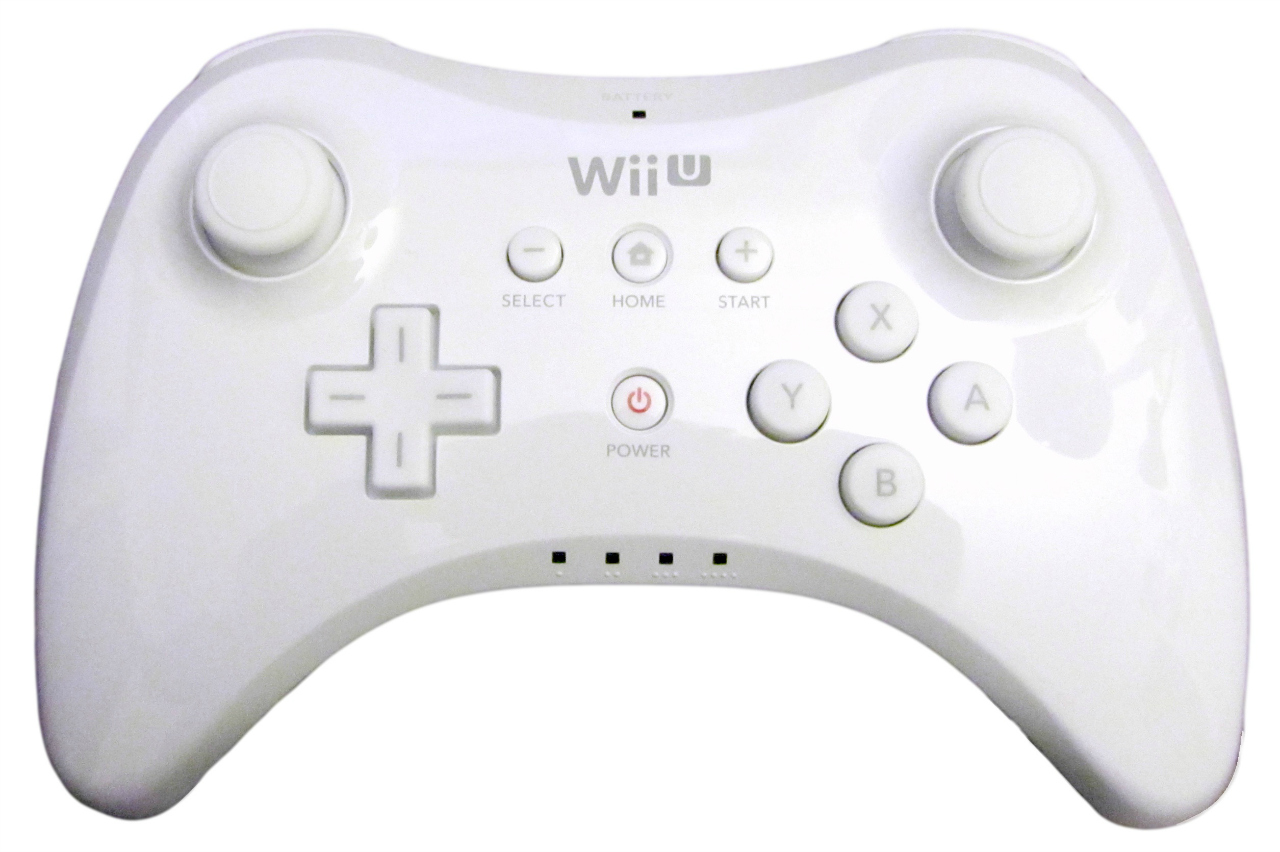
Le Wii U Pro Controller.

La manette Wii U Pro, ou Wii U Pro Controller, est une manette sans fil de jeu pour la Wii U. Elle peut fonctionner indépendamment d'une télécommande Wii. La manette dispose de 8 boutons principaux (A, B, X, Y, L, R, ZL, ZR), des boutons Start, Select, Home et Power et de deux sticks analogiques « cliquables ». Elle possède ainsi les mêmes boutons que le Wii U GamePad mais sans l'écran tactile, le bouton TV, la puce NFC, l'accéléromètre et le gyroscope. Son design se rapproche de celui de la manette de la Xbox 360 mais les sticks analogiques sont placés tous deux en haut, une première pour une manette. Selon Nintendo, la manette Wii U Pro est une évolution de la Manette Classique Pro de la Wii. Elle fonctionne grâce à une batterie rechargeable via USB son autonomie est d'environ 80 heures et elle dispose d'une fonction vibration. La manette Wii U Pro est compatible uniquement avec les jeux Wii U portant un logo sur leurs boites, elle n'est pas compatible avec les jeux Wii originaux. Elle est vendue directement avec certains packs Premium ou séparément et est disponible en noir ou en blanc.

### Autres matériels
La plupart des accessoires de la Wii peuvent être utilisés sur Wii U dans certains jeux. Les télécommandes Wii servent notamment de manettes supplémentaires pour les modes multijoueurs[réf. nécessaire].
En mai 2014, Nintendo annonce l'arrivée d'un adaptateur permettant de brancher jusqu'à quatre manettes GameCube sur deux ports USB de la console. Cet adaptateur est proposé à l'occasion du jeu Super Smash Bros. for Wii U, avec lequel il est commercialisé dans une version « lot ».
Lors de l'E3 2014, Nintendo officialise l'arrivée de figurines NFC sous le nom Amiibo sur Wii U et Nintendo 3DS. Ces figurines à l'effigie des personnages emblématiques de Nintendo permettent notamment de sauvegarder les paramètres de jeu du joueur et de modifier son expérience de jeu. Les premiers jeux compatibles avec cette technologie sont Super Smash Bros. for Nintendo 3DS / for Wii U et Mario Kart 8. Pour les utiliser, il faut se rendre dans le menu amiibo du jeu en question et poser l'amiibo sur la surface NFC en bas à gauche de la console.

## Spécifications techniques
- Dimensions : 17,5 × 26,8 × 4,6 cm (soit environ 15 % plus grande que la Wii)[34].
- Processeur : nom de code Expresso, processeur tri-cœur IBM basé sur l'architecture IBM Power[35] gravé en 45 nm[36], cadencé à 1,24 GHz.
- Puce graphique : AMD Radeon HD « Latte »[37],[38], avec un cache eDRAM inclus dans le die[39], 480 processeurs de flux[40], cadencé à 550 MHz[41], dans le même boîtier que le CPU (System In Package).
- Mémoire vive : 1 Go DDR3 pour le système + 1 Go pour les jeux[34], pour un total de 2 Go.
- Lecteur optique : disque de format propriétaire haute densité, d'une capacité de 25 Go en simple couche (la Wii U ne lit ni les DVD ni les Blu-ray).
- Stockage : mémoire flash de 8 Go sur la version basique (blanche) et de 32 Go sur la version premium (noire), possibilité de brancher un périphérique de stockage via USB[34].
- Connectique : quatre ports USB 2.0, lecteur de cartes SD, port d'alimentation pour le capteur.
- Définitions supportées : 1080p, 1080i, 720p, 480p, 480i.
- Connectique vidéo : HDMI, vidéo composante, S-Video, vidéo composite, D terminal (format japonais) ;
- Connectique audio : ports AV Multi Out et PCM linéaire à six canaux.
- Connectivité sans-fil : Wi-Fi 4 jusqu'au WPA2[42], Bluetooth et Near Field Communication.
- Rétrocompatibilité : avec les jeux et accessoires de la Wii : Télécommande Wii et Télécommande Wii Plus (jusqu'à quatre), Manette classique, Manette classique Pro, Nunchuk, Wii Balance Board ;
- Taille des disques optique : disques iDensity de 25 Go, taux de transfert 22,5 Mo/s[34].
- Consommation maximale : 75 watts[34].

## Services et logiciels

### Nintendo Network
Le Nintendo Network est l'infrastructure réseau de Nintendo, un service similaire au PlayStation Network et au Xbox Live. Disponible sur Wii U ainsi que sur Nintendo 3DS, le Nintendo Network permet de jouer en ligne, d'avoir des classements multijoueurs en ligne ou bien télécharger différents contenus. Contrairement à ses concurrents Sony avec la PlayStation 4 et Microsoft avec la Xbox One, aucun abonnement payant n'est nécessaire pour jouer à la Wii U en ligne.
Pour utiliser le Nintendo Network et accéder à certains logiciels, le joueur doit se créer un identifiant Nintendo Network. Une Wii U accepte jusqu'à douze comptes, et il est possible d'avoir un maximum de 100 amis par compte. Le compte utilisateur sur Wii U remplace le précédent système de codes amis utilisé sur la Wii. Depuis le 8 avril 2024, les services internet du Nintendo Network sont arrêtés.

### SpotPass
À l'instar de sa version Nintendo 3DS, le SpotPass est une fonctionnalité sans-fil qui permet à la Wii U de télécharger du contenu comme des jeux, vidéo ou mises à jour en arrière-plan, même en mode veille. SpotPass est la nouvelle technologie anciennement connue sur la Wii en tant que WiiConnect24[réf. nécessaire].

### Nintendo eShop
Le Nintendo eShop est la boutique en ligne de la Wii U. Elle permet de télécharger des jeux, des vidéos et des extensions (contenu additionnel) payantes ou gratuites. Ce service permet également de se procurer gratuitement des versions de démonstration, ou démo, de certains jeux. Les jeux disponibles sur cette plateforme de téléchargement peuvent être des jeux [réf. nécessaire]:
- disponibles uniquement sur le Nintendo eShop ;
- disponibles sur le Nintendo eShop mais aussi en version physique sur disque Wii U ;
- de console virtuelle (NES, SNES, etc.).

Le service a fermé le 27 mars 2023.

### Miiverse
Miiverse est une toute nouvelle façon de communiquer avec les joueurs Nintendo du monde entier. C'est un réseau social pour tous les joueurs ; ces derniers peuvent demander à d'autres de jouer avec eux, peuvent aider ceux qui bloquent sur un jeu ou poser des questions sur un donjon / niveau qu'ils n'arrivent pas à terminer. Ils peuvent aussi découvrir des informations inédites sur les jeux Wii U. En mettant le jeu en pause, les joueurs peuvent aller sur Miiverse et publier leurs exploits, émotions, ressentis, donner des astuces, conseiller ou même tromper leurs amis en leur tendant des pièges. Pour assurer la protection des mineurs, le chat est constamment contrôlé, soit grâce à un filtre automatique, soit par une approbation par des employés de Nintendo. Miiverse est disponible sur Wii U, navigateur Internet, smartphone et Nintendo 3DS,,. Miiverse a définitivement fermé ses portes le 8 novembre 2017.

### Place WaraWara
La Place WaraWara est annoncée par Satoru Iwata dans un Nintendo Direct pré-E3 le 4 juin 2012. C'est une sorte de Place Mii avec de petites modifications, qui s'affiche à l'allumage de la console. Il s'agit en réalité du menu principal de la console, à la manière du menu Wii. Elle regroupe différentes icônes permettant de lancer les différents logiciels, le Mii de l'utilisateur connecté au milieu de la place mais également un grand nombre de Mii qui arrivent ensuite et se placent sous les icônes des différents jeux et laissent des messages à propos de ceux-ci. Le nombre de Mii situés sous l'icône d'un logiciel permet d'avoir une idée du nombre de personnes l'utilisant dans le monde. Ces Mii ont tous « NINTENDO » et affichent des messages pré-enregistrés depuis la fermeture du service Miiverse en novembre 2017.
Sur le GamePad s'affiche le Menu Wii U, où le joueur peut démarrer le jeu présent dans la console ou voir d'autres logiciels non présents sur la place, comme YouTube[réf. nécessaire].

### Navigateur Web
La Wii U possède un navigateur Web basée sur WebKit, qui permet à l'utilisateur de naviguer sur internet à l'aide du Wii U GamePad, de l'écran de télévision ou les deux à la fois. Mais il a une option utile : choisir le client d'affichage (Android, iphone, nintendo 3DS...)

### Nintendo TVii
Grâce à l'écran disponible sur le Wii U GamePad, il est possible d'accéder à Netflix, Hulu, Amazon Instant Video ainsi que d'autres chaînes de télévision. Il est également possible de visiter certains sites internet comme Wikipédia et iMDB ou encore tweeter à partir de l'application. Ce logiciel est uniquement disponible pour les territoires nord américain et japonais. Initialement attendu dans certaines régions européennes en 2013, Nintendo annonce l'annulation du lancement du service en Europe en février 2015 et l’icône rouge y accédant présent sur le GamePad fut supprimée lors d'une mise à jour .

### Wii U Chat
Grâce à la caméra et au micro intégrés au Wii U GamePad, il est possible de faire des vidéo-chat sur Wii U. Lors de ces appels, il est possible d'écrire des messages ou dessiner de quatre couleurs différentes directement sur le GamePad avec le stylet. Wii U Chat a définitivement fermé le 8 novembre 2017.

### YouTube
Une application YouTube permettant de visionner des vidéos était disponible sur Wii U jusqu'au 27 octobre 2022.

### Netflix
Une application Netflix permettant de visionner des films et séries était disponible sur Wii U jusqu’au 30 juin 2021.
Hulu
Une application de streaming nommé Hulu était disponible sur Wii U. Elle a été retirée de la boutique le 22 août 2018 et a été abandonné depuis le 20 février 2019[réf. nécessaire].

### Crunchyroll
Une application Crunchyroll, permettant de regarder différentes séries d'animation japonaises et drama, est lancée sur Wii U en décembre 2014 en Amérique du Nord  et en janvier 2015 en Europe.

## Logiciel système de la Wii U
Le logiciel système de la Wii U regroupe le menu Home et les mises à jour de la version du firmware de la Wii U. La version du firmware est affichée dans le menu des paramètres de la console. Une lettre après le dernier chiffre indique le territoire auquel la console est associée (E en Europe, U en Amérique du Nord et J au Japon)[réf. nécessaire].
Le logiciel système de la Wii U est dans sa version 5.5.6 (Amérique du Nord) et 5.5.5 (Europe et Japon) depuis le 30 août 2022.

## Jeux vidéo

### Jeux les plus vendus
| Rang | Titre                                  | Année de sortie | Ventes (en millions) |
| ---- | -------------------------------------- | --------------- | -------------------- |
| 1    | Mario Kart 8                           | 2014            | 8,46                 |
| 2    | Super Mario 3D World                   | 2013            | 5,88                 |
| 3    | New Super Mario Bros. U                | 2012            | 5,81                 |
| 4    | Super Smash Bros. for Wii U            | 2014            | 5,38                 |
| 5    | Nintendo Land                          | 2012            | 5,20                 |
| 6    | Splatoon                               | 2015            | 4,95                 |
| 7    | Super Mario Maker                      | 2015            | 4,02                 |
| 8    | New Super Luigi U                      | 2013            | 3,07                 |
| 9    | The Legend of Zelda: The Wind Waker HD | 2013            | 2,35                 |
| 10   | Mario Party 10                         | 2015            | 2,26                 |

### Jeux sortis au lancement
| Titre                                         | Développeur            | Éditeur(s)                                             | Nintendo eShop | Taille du jeu |
| --------------------------------------------- | ---------------------- | ------------------------------------------------------ | -------------- | ------------- |
| Assassin's Creed III                          | Ubisoft Montréal       | Ubisoft Montréal                                       | Oui            | 17 Go         |
| Batman: Arkham City - Armored Edition         | Rocksteady Studios     | Warner Bros. Interactive Entertainment / Square EnixJP | Oui            | 19 Go         |
| Ben 10: Omniverse                             | Vicious Cycle Studios  | D3 Publisher                                           | Oui            | 3,67 Go       |
| Call of Duty: Black Ops II                    | Treyarch               | Activision / Square EnixJP                             | Non            | Inconnu       |
| Darksiders II                                 | Vigil Games            | THQ                                                    | Oui            | 9,57 Go       |
| Epic Mickey 2 : Le Retour des héros           | Junction Point Studios | Disney Interactive Studios                             | Oui            | 9,18 Go       |
| Family Party : 30 Great Games Obstacle Arcade | Torus Games            | D3 Publisher                                           | Oui            | 1,42 Go       |
| FIFA 13                                       | EA Canada              | EA Canada                                              | Oui            | 7,49 Go       |
| Funky Barn                                    | Tantalus Interactive   | 505 Games                                              | Oui            | 0,89 Go       |
| Game Party Champions                          | Warner Bros.           | Warner Bros.                                           | Oui            | 1,72 Go       |
| Just Dance 4                                  | Ubisoft                | Ubisoft                                                | Oui            | 15 Go         |
| Mass Effect 3: Special Edition                | BioWare                | Electronic Arts                                        | Non            | 20,12 Go      |
| New Super Mario Bros. U                       | Nintendo EAD           | Nintendo EAD                                           | Oui            | 1,73 Go       |
| Nintendo Land                                 | Nintendo EAD           | Nintendo EAD                                           | Oui            | 2,85 Go       |
| Skylanders: Giants                            | Toys for Bob           | Activision / Square EnixJP                             | Non            | 10,6 Go       |
| Sonic and All-Stars Racing Transformed        | Sumo Digital           | Sega                                                   | Oui            | 5,9 Go        |
| Sports Connection                             | Ubisoft                | Ubisoft                                                | Oui            | 3,87 Go       |
| Tank! Tank! Tank!                             | Bandai Namco Games     | Bandai Namco Games                                     | Oui            | 2,07 Go       |
| Tekken Tag Tournament 2                       | Bandai Namco Games     | Bandai Namco Games                                     | Oui            | 16 Go         |
| The Lapins Crétins Land                       | Ubisoft                | Ubisoft                                                | Oui            | 7,38 Go       |
| Transformers : Prime                          | Nowpro                 | Activision                                             | Non            | 2,05 Go       |
| Warriors Orochi 3 Hyper                       | Omega Force            | Tecmo Koei                                             | Oui            | 16 Go         |
| Your Shape: Fitness Evolved 2013              | Ubisoft                | Ubisoft                                                | Oui            | 1,91 Go       |
| ZombiU                                        | Ubisoft                | Ubisoft                                                | Oui            | 5,74 Go       |

Pour le lancement de la console en Europe, vingt-quatre jeux sont proposés en version disque.

### Rétrocompatibilité et connectivité
Il est annoncé durant l'E3 2011 qu'un nouveau Super Smash Bros. tirerait parti des connectivités entre la Nintendo 3DS et la Wii U. De plus, selon Miyamoto, la Nintendo 3DS pourrait servir de manette à la Wii U. La Wii U est uniquement rétrocompatible avec les jeux et accessoires Wii, mais pas avec les jeux GameCube. Depuis la mise à jour du 1er octobre 2013, il est possible de jouer à la console Wii directement sur l'écran du Wii U GamePad.
Les premiers titres de la console virtuelle, à savoir des jeux NES et Super NES dans un premier temps, sont disponibles dès le printemps 2013. Une sélection de jeux Game Boy Advance suit en avril 2014. Le 14 janvier 2015, lors d'une présentation Nintendo Direct, la compagnie propose certains jeux de la console Wii en version dématérialisée par le truchement de la boutique Nintendo eShop, à commencer par Super Mario Galaxy 2 le même jour. Les jeux Nintendo 64 et Nintendo DS sont proposés à partir du 16 avril 2015.
Il est également possible de transférer ses données contenues sur la Wii directement sur la Wii U, comme les Mii ou encore les jeux WiiWare, en les connectant simultanément sur Internet.

## Accueil

### Critique
La rédaction du site Les Numériques a donné la note de 4 étoiles. Voici ce qu'ils remarquent : le menu est lent, 23 secondes pour le démarrage, l'autonomie dure moins longtemps que prévu, soit environ 3h20. Ils remarquent aussi que la console reste discrète, c'est-à-dire 36 décibels à 3 mètres. Ils en concluent que si la Wii U n'est pas un monstre de puissance malgré le bond de performance par rapport à la Wii, elle innove encore une fois grâce à une manette bien conçue et agréable à utiliser. L'écran tactile améliore l'expérience de jeu et enrichit le gameplay. On regrette surtout la faible autonomie du Gamepad et l'absence de gâchettes analogiques.

### Ventes
La Wii U connut un départ difficile avec des statistiques de vente bien inférieures aux prévisions de Nintendo. Les prévisions de la compagnie pour les premiers mois de vente après son lancement tablaient sur 5,5 millions de consoles vendues à la fin de l'exercice fiscal 2012-2013 alors qu'en mars 2013, seulement 3,5 millions de consoles s'étaient écoulées. Par exemple, pour le mois de janvier 2013, 57 000 Wii U avaient trouvé preneur aux États-Unis alors qu'au mois de janvier 2007, Nintendo y avait écoulé 435 000 Wii, soit deux mois après le lancement de cette console. Après une période des fêtes 2013 moins lucrative qu'espérée, Nintendo dut réviser ses prévisions à la baisse pour l'année fiscale 2013-2014 se terminant au 31 mars 2014 : de 9 millions de consoles, Nintendo prévoyait d'en vendre seulement 2,8 millions.
La console a souffert dès son lancement d'un manque de jeux, avec des nouvelles sorties trop espacées. La firme japonaise a cependant accru les ventes de sa console grâce au lancement le 30 mai 2014 du jeu Mario Kart 8 et de nombreuses exclusivités comme Super Smash Bros. for Wii U, Bayonetta 2 et Captain Toad: Treasure Tracker notamment.
Après deux années à rater ses objectifs, Nintendo estime vendre 3,6 millions de consoles Wii U durant l'année fiscale 2014-2015, et atteint finalement le chiffre de 3,4 millions portés par le lancement de Mario Kart 8 et de Super Smash Bros. for Wii U. Les jeux les plus vendus de la console pour cette année fiscale ont été New Super Mario Bros. U (4,86 millions d'unités) et Mario Kart 8 (5,11 millions d'unités). Au 31 décembre 2014, la Wii U s'est vendue à 9,7 millions d'unités dans le monde depuis son lancement en novembre 2012.
La Wii U a atteint les 10 millions d'exemplaires fin juillet 2015. Au 31 décembre 2016, la console atteint le nombre de 13,56 millions d'unités vendues, un chiffre décevant par rapport à ses concurrentes (PS4 et Xbox One) et aux ventes de sa prédécesseur, la Wii.
Devant cet échec, le président de Nintendo of America Reginald Fils-Aimé reconnaît des erreurs de communication quant à la console et à son potentiel ludique. Le Wii U GamePad a selon lui été perçu par le public comme une simple tablette et non comme un véritable périphérique connecté à la télévision qui permet une expérience de jeu unique.
Les ventes décevantes de la Wii U ont ainsi poussé Nintendo à annoncer une nouvelle console dès mars 2015, la Nintendo Switch sous son nom de code NX, qui sort en mars 2017.